# Somerton (Oxfordshire)
Somerton ist ein Dorf und eine Verwaltungseinheit im District Cherwell in der Grafschaft Oxfordshire, England. Somerton ist 22,6 km von Oxford entfernt. Im Jahr 2011 hatte es eine Bevölkerung von 305 Einwohnern. Somerton wurde 1086 im Domesday Book als Sumertone erwähnt.

## Persönlichkeiten
- John Wise, 2. Baron Wise (1923–2012), Adliger und Politiker